# Pujie
Pujie (em chinês: 溥傑; 16 de abril de 1907 – 28 de fevereiro de 1994), também escrito Pu Jie, foi um príncipe imperial da Dinastia Qing de Aisin-Gioro. Pujie era o irmão mais novo de Pu Yi, o último Imperador da China. Após a queda da dinastia Qing, Pujie foi para o Japão, onde foi educado e casado com Hiro Saga, uma nobre japonesa. Em 1937, mudou-se para Manchukuo, onde seu irmão governou como Imperador sob vários graus de controle japonês durante a Segunda Guerra Sino-Japonesa (1937–1945). Após o fim da guerra, Pujie foi capturado pelas forças soviéticas, mantido em campos de prisioneiros soviéticos durante cinco anos e depois extraditado de volta para a República Popular da China, onde foi encarcerado durante cerca de 10 anos no Centro de Gestão de Criminosos de Guerra de Fushun. Mais tarde, ele foi perdoado e libertado da prisão pelo governo chinês, após o que permaneceu em Pequim, onde se juntou ao Partido Comunista e serviu em vários cargos no partido até sua morte em 1994. 

## Nomes
O nome manchu de Pujie eraᡦᡠ ᡤᡳᠶᡝ; Pu-giye, seu nome de cortesia Junzhi, e seu nome artístico Bingfan. Zeng Guofan,  estadista e general militar chinês, foi uma fonte de inspiração para o nome artístico de Pujie, Bingfan. Bingfan significa “fazer jus ao (legado de Zeng Guo) fan”. 

## Biografia
Pujie era o segundo filho de Zaifeng (Príncipe Chun) e sua consorte principal, Youlan. Quando criança, ele foi levado para a Cidade Proibida, em Pequim, para ser companheiro de brincadeiras e de classe de seu irmão, Pu Yi. Um incidente bem conhecido contou como Pu Yi teve um acesso de raiva ao ver que o forro interno de um dos casacos de Pujie era amarelo, porque o amarelo era tradicionalmente uma cor reservada apenas ao imperador. 
Em 1929, Pujie viajou para o Japão e foi educado na Escola de Pares Gakushūin. Ele se tornou fluente em japonês. Mais tarde, matriculou-se na Academia do Exército Imperial Japonês e se formou em julho de 1935.
Pujie casou-se pela primeira vez em 1924 com uma nobre manchu, Tang Shixia, mas não tiveram filhos. Ele deixou a esposa para trás quando foi para o Japão e o casamento foi dissolvido alguns anos depois. Depois de se formar na Academia do Exército Imperial Japonês, Pujie concordou com um casamento arranjado com uma nobre japonesa. Ele selecionou Hiro Saga, que era parente da família imperial japonesa, a partir de uma fotografia de vários possíveis candidatos examinados pelo Exército de Guangdong.  Como Pu Yi não tinha herdeiro, o casamento teve fortes implicações políticas e teve como objetivo fortalecer as relações entre os dois países e introduzir sangue japonês na família imperial Manchu. 
A cerimônia de noivado ocorreu na embaixada de Manchukuo em Tóquio, em 2 de fevereiro de 1937, com o casamento oficial realizado no Salão do Exército Imperial em Kudanzaka, Tóquio, em 3 de abril. Em outubro, o casal mudou-se para Xinjing, capital de Manchukuo, onde Pu Yi era então o Imperador. 

## Vida em Manchukuo
Como Pu Yi não tinha filhos, Pujie foi considerado o primeiro na linha de sucessão de seu irmão como imperador de Manchukuo; os japoneses o proclamaram oficialmente como herdeiro presuntivo. No entanto Pujie não foi nomeado por seu irmão como herdeiro do trono da dinastia Qing, já que a tradição imperial afirmava que um imperador sem filhos deveria escolher seu herdeiro de uma geração subsequente, em vez de de sua própria geração. Enquanto estava em Manchukuo, Pujie serviu como chefe honorário da Guarda Imperial de Manchukuo  Ele retornou brevemente ao Japão em 1944 para frequentar a Escola de Estado-Maior do Exército. 

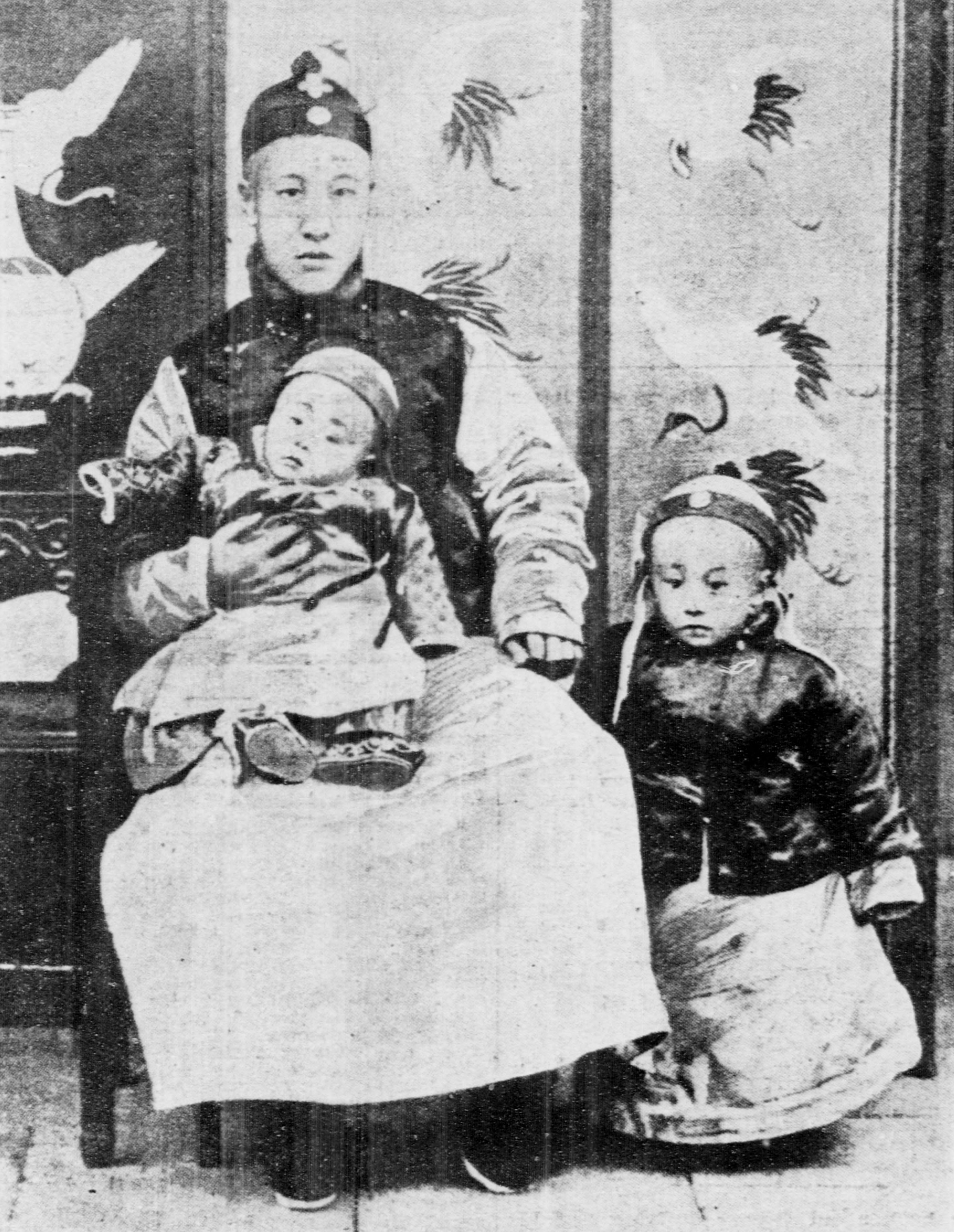
Pujie, segurado por seu pai, o príncipe Chun (à esquerda), e seu irmão mais velho, Pu Yi (à direita).

Na época do colapso de Manchukuo durante a invasão soviética da Manchúria em agosto de 1945, Pujie inicialmente tentou fugir para o Japão com seu irmão. No entanto, como se tornou evidente que nenhuma fuga era possível, ele optou por regressar a Xinjing numa tentativa frustrada de entregar a cidade às forças da República da China, em vez de deixar a cidade cair em mãos estrangeiras. 
Pujie foi preso pelo Exército Vermelho Soviético e enviado primeiro para um campo de prisioneiros em Chita, e depois para outro em Khabarovsk junto com seu irmão e outros parentes. Ele passou cerca de cinco anos nos campos de prisioneiros soviéticos até 1950, quando a reaproximação sino-soviética permitiu que ele e seus companheiros de cativeiro fossem extraditados para a recém-fundada República Popular da China. 

## Vida na República Popular da China e morte

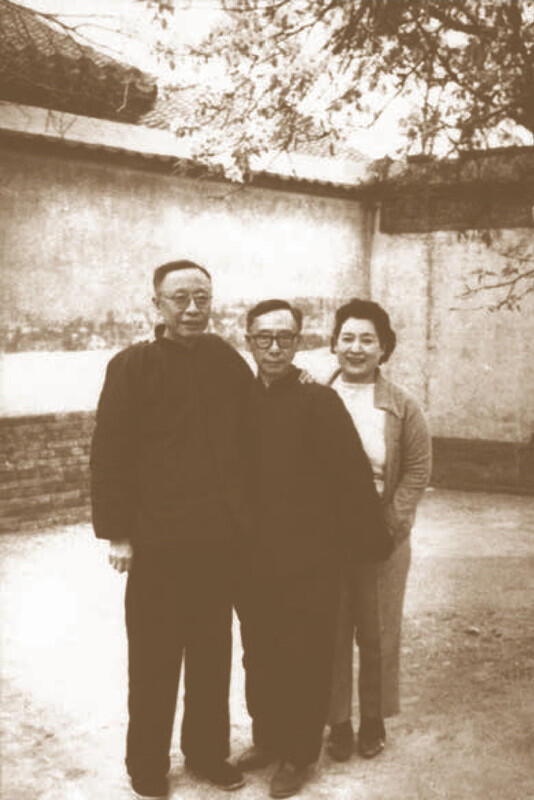
Pujie e Hiro Saga, visitando Pu Yi, que estava seriamente debilitado, 1967

Ao retornar à China, Pujie foi encarcerado no Centro de Gestão de Criminosos de Guerra em Fushun, Liaoning. Prisioneiro modelo, ele acabou sendo perdoado e libertado da prisão pelo governo chinês em 1960. Ele ingressou no Partido Comunista e ocupou vários cargos. Em 1961, com permissão do primeiro-ministro chinês Zhou Enlai, ele se reuniu com sua esposa e filha mais nova, Husheng, e se estabeleceu em Pequim, enquanto sua filha retornaria mais tarde ao Japão e se tornaria cidadã lá. Em 1963, sua filha voltou para ficar com ele e sua esposa por um ano antes de retornar ao Japão novamente. 
Em 1978, Pujie tornou-se deputado por Xangai no 5º Congresso Nacional do Povo. Posteriormente, atuou como vice-presidente do Comitê de Nacionalidades do 6º Congresso Nacional do Povo em 1983. Ele foi nomeado vice-chefe do Grupo de Amizade China-Japão desde 1985. Ele ascendeu a um assento no Presidium do 7º Congresso Nacional do Povo em 1988. A partir de 1986, Pujie também foi Diretor Honorário do Fundo de Bem-Estar para Deficientes. 
Pujie também foi consultor técnico do filme O Último Imperador, de 1987, dirigido por Bernardo Bertolucci. Em 28 de novembro de 1991, ele recebeu o título de Doutor Honorário em Direito pela Universidade Ritsumeikan. Ele morreu às 7h55 do dia 28 de fevereiro de 1994 devido a doenças, em Pequim, aos 87 anos. Seu corpo foi cremado e metade de suas cinzas foram enterradas no Santuário Nakayama em Shimonoseki, Prefeitura de Yamaguchi, Japão, enquanto a outra metade foi enterrada em Pequim. 

## Família

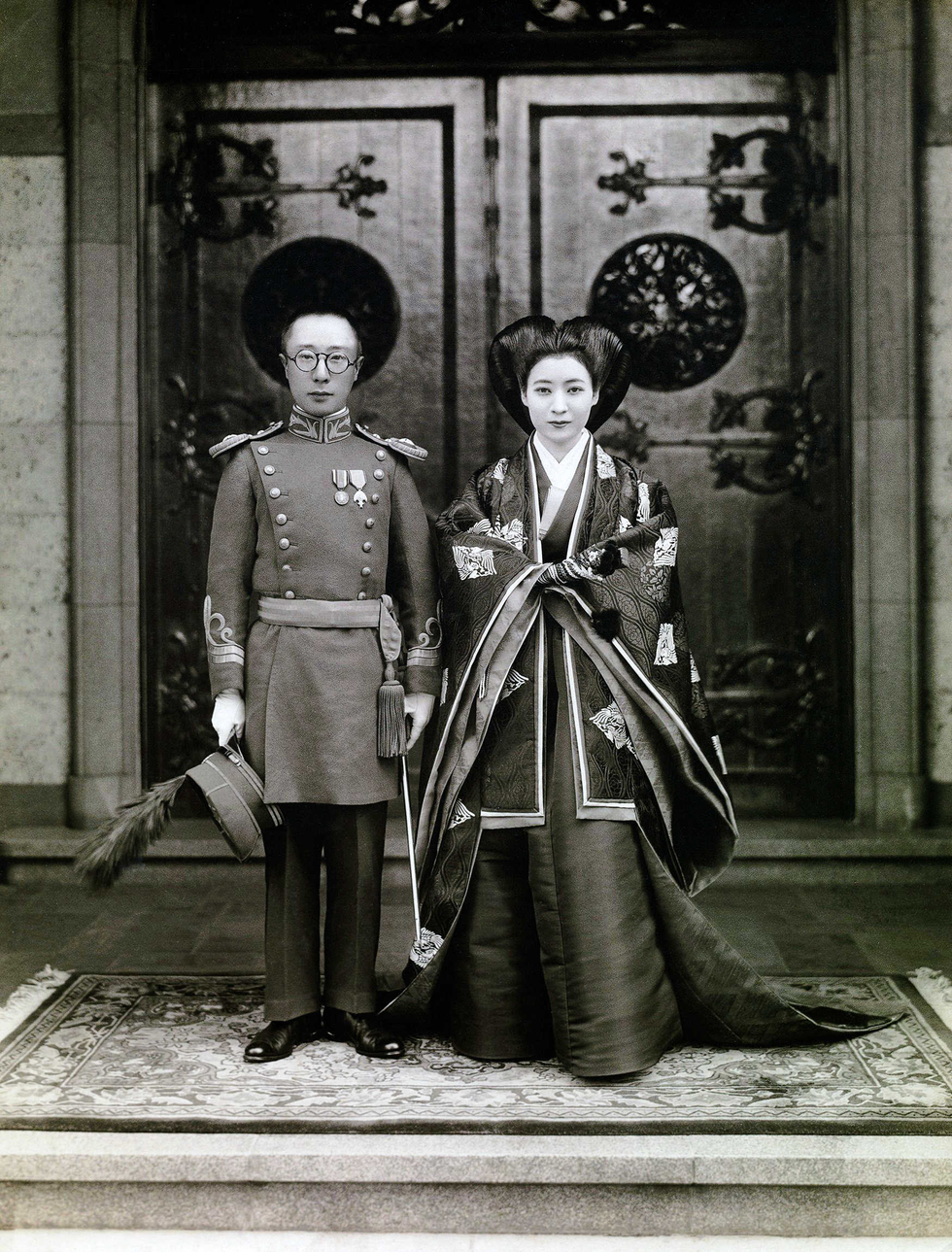
Pujie (1907–1994) e Hiro Saga (1914–1987) em seu casamento, 1937

- Tang Yiying, primeira esposa, do clã Tatara (唐氏; 1904–1993), nome pessoal Shixia (石霞)
- Hiro Saga, segunda esposa, clã Saga (嵯峨氏; 16 de março de 1914–20 de junho de 1987), nome pessoal Hiro (浩)
  - Huisheng (26 de fevereiro de 1938–4 de dezembro de 1957) (慧生)
  - Husheng (13 de março de 1940) (嫮生)

### Família imediata

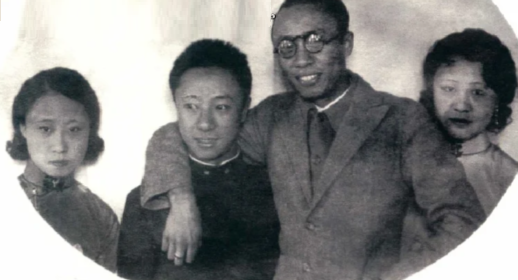
Um jovem Pujie, centro-esquerda, com seu irmão Puyi e irmãs

A primeira esposa de Pujie foi Tang Yiying (唐怡瑩; 1904–1993), mais conhecida como Tang Shixia (唐石霞). Ela era do clã Manchu Tatara (他他拉) e era filha de Zhiqi, irmão das concubinas do imperador Guangxu, consorte Zhen e consorte Jin. Pujie se casou com Tang quando tinha 17 anos, mas não se dava bem com ela. Em 1926, Tang tornou-se amante de Zhang Xueliang e rompeu laços com Pujie e sua família. Quando Pujie foi ao Japão para estudar, Tang teve outro caso - desta vez com Lu Xiaojia (盧筱嘉), filho do senhor da guerra Lu Yongxiang. Ela saqueou a casa ancestral de Pujie, a Mansão do Príncipe Chun em Pequim. Desde então, Pujie e Tang viveram separados até o divórcio. Em 1949, Tang mudou-se para Hong Kong e tornou-se professor na Escola de Línguas Orientais da Universidade de Hong Kong. 
Em 1935, quando Pujie retornou à China após seus estudos no Japão, Pu Yi tentou ajudar seu irmão a encontrar uma esposa manchu. Pujie conheceu Wang Mintong (王敏彤), mas eles nunca se casaram. 
Pujie acabou se casando com Hiro Saga, uma nobre japonesa aparentada com a família imperial japonesa, sob um casamento arranjado. Eles tiveram duas filhas: Huisheng (1938–1957) e Husheng (嫮生; nascida em 1940). Huisheng morreu em 4 de dezembro de 1957 no Monte Amagi, no Japão, no que parecia ser um caso de assassinato-suicídio, enquanto Husheng se casou com Fukunaga Kenji (福永健治) e ficou conhecido como "Fukunaga Kosei" após seu casamento. O casal teve cinco filhos. 

## Ancestralidade
|  |                                                |  |  |  |  |  |  |  |  |  |  |  |  |  |  |  |
|  | Jiaqing (1760–1820)                            |  |  |  |  |  |  |  |  |  |  |  |  |  |  |  |
|  |                                                |  |  |  |  |  |  |  |  |  |  |  |  |  |  |  |
|  |                                                |  |  |  |  |  |  |  |  |  |  |  |  |  |  |  |
|  | Daoguang (1782–1850)                           |  |  |  |  |  |  |  |  |  |  |  |  |  |  |  |
|  |                                                |  |  |  |  |  |  |  |  |  |  |  |  |  |  |  |
|  |                                                |  |  |  |  |  |  |  |  |  |  |  |  |  |  |  |
|  | Xiaoshurui (1760–1797)                         |  |  |  |  |  |  |  |  |  |  |  |  |  |  |  |
|  |                                                |  |  |  |  |  |  |  |  |  |  |  |  |  |  |  |
|  |                                                |  |  |  |  |  |  |  |  |  |  |  |  |  |  |  |
|  | Yixuan (1840–1891)                             |  |  |  |  |  |  |  |  |  |  |  |  |  |  |  |
|  |                                                |  |  |  |  |  |  |  |  |  |  |  |  |  |  |  |
|  |                                                |  |  |  |  |  |  |  |  |  |  |  |  |  |  |  |
|  | Lingshou (1788–1824)                           |  |  |  |  |  |  |  |  |  |  |  |  |  |  |  |
|  |                                                |  |  |  |  |  |  |  |  |  |  |  |  |  |  |  |
|  |                                                |  |  |  |  |  |  |  |  |  |  |  |  |  |  |  |
|  | Nobre Consorte Imperial Zhuangshun (1822–1866) |  |  |  |  |  |  |  |  |  |  |  |  |  |  |  |
|  |                                                |  |  |  |  |  |  |  |  |  |  |  |  |  |  |  |
|  |                                                |  |  |  |  |  |  |  |  |  |  |  |  |  |  |  |
|  | Senhora Weng                                   |  |  |  |  |  |  |  |  |  |  |  |  |  |  |  |
|  |                                                |  |  |  |  |  |  |  |  |  |  |  |  |  |  |  |
|  |                                                |  |  |  |  |  |  |  |  |  |  |  |  |  |  |  |
|  | Zaifeng (1883–1951)                            |  |  |  |  |  |  |  |  |  |  |  |  |  |  |  |
|  |                                                |  |  |  |  |  |  |  |  |  |  |  |  |  |  |  |
|  |                                                |  |  |  |  |  |  |  |  |  |  |  |  |  |  |  |
|  | Deqing                                         |  |  |  |  |  |  |  |  |  |  |  |  |  |  |  |
|  |                                                |  |  |  |  |  |  |  |  |  |  |  |  |  |  |  |
|  |                                                |  |  |  |  |  |  |  |  |  |  |  |  |  |  |  |
|  | Cuiyan (1866–1925)                             |  |  |  |  |  |  |  |  |  |  |  |  |  |  |  |
|  |                                                |  |  |  |  |  |  |  |  |  |  |  |  |  |  |  |
|  |                                                |  |  |  |  |  |  |  |  |  |  |  |  |  |  |  |
|  | Pujie (1907–1994)                              |  |  |  |  |  |  |  |  |  |  |  |  |  |  |  |
|  |                                                |  |  |  |  |  |  |  |  |  |  |  |  |  |  |  |
|  |                                                |  |  |  |  |  |  |  |  |  |  |  |  |  |  |  |
|  | Tasiha                                         |  |  |  |  |  |  |  |  |  |  |  |  |  |  |  |
|  |                                                |  |  |  |  |  |  |  |  |  |  |  |  |  |  |  |
|  |                                                |  |  |  |  |  |  |  |  |  |  |  |  |  |  |  |
|  | Changshou (d. 1852)                            |  |  |  |  |  |  |  |  |  |  |  |  |  |  |  |
|  |                                                |  |  |  |  |  |  |  |  |  |  |  |  |  |  |  |
|  |                                                |  |  |  |  |  |  |  |  |  |  |  |  |  |  |  |
|  | Ronglu (1836–1903)                             |  |  |  |  |  |  |  |  |  |  |  |  |  |  |  |
|  |                                                |  |  |  |  |  |  |  |  |  |  |  |  |  |  |  |
|  |                                                |  |  |  |  |  |  |  |  |  |  |  |  |  |  |  |
|  | Senhora Uja                                    |  |  |  |  |  |  |  |  |  |  |  |  |  |  |  |
|  |                                                |  |  |  |  |  |  |  |  |  |  |  |  |  |  |  |
|  |                                                |  |  |  |  |  |  |  |  |  |  |  |  |  |  |  |
|  | Youlan (1884–1921)                             |  |  |  |  |  |  |  |  |  |  |  |  |  |  |  |
|  |                                                |  |  |  |  |  |  |  |  |  |  |  |  |  |  |  |
|  |                                                |  |  |  |  |  |  |  |  |  |  |  |  |  |  |  |
|  | Linggui (1815–1885)                            |  |  |  |  |  |  |  |  |  |  |  |  |  |  |  |
|  |                                                |  |  |  |  |  |  |  |  |  |  |  |  |  |  |  |
|  |                                                |  |  |  |  |  |  |  |  |  |  |  |  |  |  |  |
|  | Senhora Aisin Gioro                            |  |  |  |  |  |  |  |  |  |  |  |  |  |  |  |
|  |                                                |  |  |  |  |  |  |  |  |  |  |  |  |  |  |  |
|  |                                                |  |  |  |  |  |  |  |  |  |  |  |  |  |  |  |
|  | Senhora Sun                                    |  |  |  |  |  |  |  |  |  |  |  |  |  |  |  |
|  |                                                |  |  |  |  |  |  |  |  |  |  |  |  |  |  |  |
|  |                                                |  |  |  |  |  |  |  |  |  |  |  |  |  |  |  |